# Ilyplanidae
Ilyplanidae är en familj av plattmaskar. Ilyplanidae ingår i ordningen Polycladida, klassen Archoophora, fylumet plattmaskar och riket djur. Enligt Catalogue of Life omfattar familjen Ilyplanidae 2 arter. 
Kladogram enligt Catalogue of Life:
| Ilyplanidae | \| \| Ilyplana \| \| \| \| \| \| Postenterogonia \| \| \| \| |
|             | \| \| Ilyplana \| \| \| \| \| \| Postenterogonia \| \| \| \| |
|             | Anonymidae                                                   |
|             |                                                              |
|             | Pleioplanidae                                                |
|             |                                                              |
|             | Ilyplana                                                     |
|             |                                                              |
|             | Postenterogonia                                              |
|             |                                                              |

|  | Ilyplana        |
|  |                 |
|  | Postenterogonia |
|  |                 |